# .cat
دوت كات (.cat) هو اسم نطاق المستوى الأعلى . تم اقتراحه في برنامج نطاق المستوى الأعلى العام الجديد (gTLD) الخاص بـ ICANN واعتمد في 16 سبتمبر 2005. يهدف استحداث هذا النطاق إلى المساهمة في دعم اللغة والثقافة الكتالونية. وهو أول اسم نطاق المستوى الأعلى مخصص لطائفة ثقافية لغوية.
جرى التحضير للسياسة هذا النطاق بتعاون آيكان مع مؤسسة بونتكات (Fundació puntCAT) .